# Moskvič
La Moskvič (in russo Москвич?) è una casa automobilistica russa, fondata nel 1930.

## Storia

### Inizi
Nel 1929 iniziò la costruzione dello stabilimento destinato a produrre veicoli su concessione della statunitense Ford, sulla base di un accordo di assistenza tecnica stipulato dalle autorità dell'URSS per 24000 automobili e camion. Dal 1930, anno dell'inaugurazione, fino al 1933 vennero prodotti i modelli di Ford-A e Ford-AA. Le venne dato il nome GAZ KIM acronimo di Fabbrica Automobili di Stato nel nome della Gioventù Internazionale Comunista. Le auto vennero marchiate come GAZ-AA e GAZ. Nel 1939 divenne indipendente e prese il nome di KIM staccandosi dal ramo GAZ. Venne prodotta la KIM-10 (auto di medie dimensioni) di cui successivamente venne proposta la versione cabriolet chiamata KIM-10-52: 4 porte, 3 volumi. Nel 1941 venne convertita alla produzione di armi necessarie per sostenere la seconda guerra mondiale.

### 400 e 401 (Opel)
Al termine del conflitto, l'Unione Sovietica acquisì tutte le linee di produzione Opel dello stabilimento di Brandeburgo. 
Il nome dato alla fabbrica fu MZMA (in russo Московский завод малолитражных автомобилей, МЗМА?, Moskovskij zavod malolitražnych avtomobilej, "Fabbrica di auto compatte di Mosca")
facendo ripartire la produzione nel 1947 con il modello Moskvič 400, basata sulla Opel Kadett.
Della 400 vennero prodotte le versioni van e cabriolet e un primo ammodernamento ci fu nel 1954.
La versione 401, costruita nel 1945 fu invece basata sulla Opel Kadett K38 quando questa era già uscita di produzione 5 anni prima. Per la costruzione fu acquistato l'intero piano industriale: ben 56 treni di materiale. Fu dotata di un motore di 1074 cm cubici di cilindrata, 4 cilindri in linea in grado di erogare 26 cavalli e raggiungere i 90 km/h. Fu rimpiazzata dalla 402.

### Dal 1950 al 1980
I modelli successivi vennero sviluppati dagli ingegneri sovietici e nel 1969 prese forma la prima auto originale con il logo modificato in AZLK (in russo Автомобильный завод имени Ленинского комсомола, АЗЛК?, Avtomobil'nyj Zavod imeni Leninskogo Komsomola, "Fabbrica automobili intitolata al Komsomol leninista").
I modelli non furono mai tanto popolari nonostante i prezzi. Gli anni d'oro furono nel decennio '60 / '70 quando i veicoli vennero esportati in tutto il mondo e la domanda fu tale da essere maggiore rispetto alla produzione a tal punto da dover aspettare molto tempo dall'ordinazione prima di poter ottenere la macchina. Fino agli anni '80 tutte le Moskvič erano dotate di trazione posteriore, estetica solida e sospensioni a balestra.
Venne inaugurato anche in Bulgaria uno stabilimento, attivo tra il 1966 e il 1990
I modelli dal 1950 al 1980 furono:

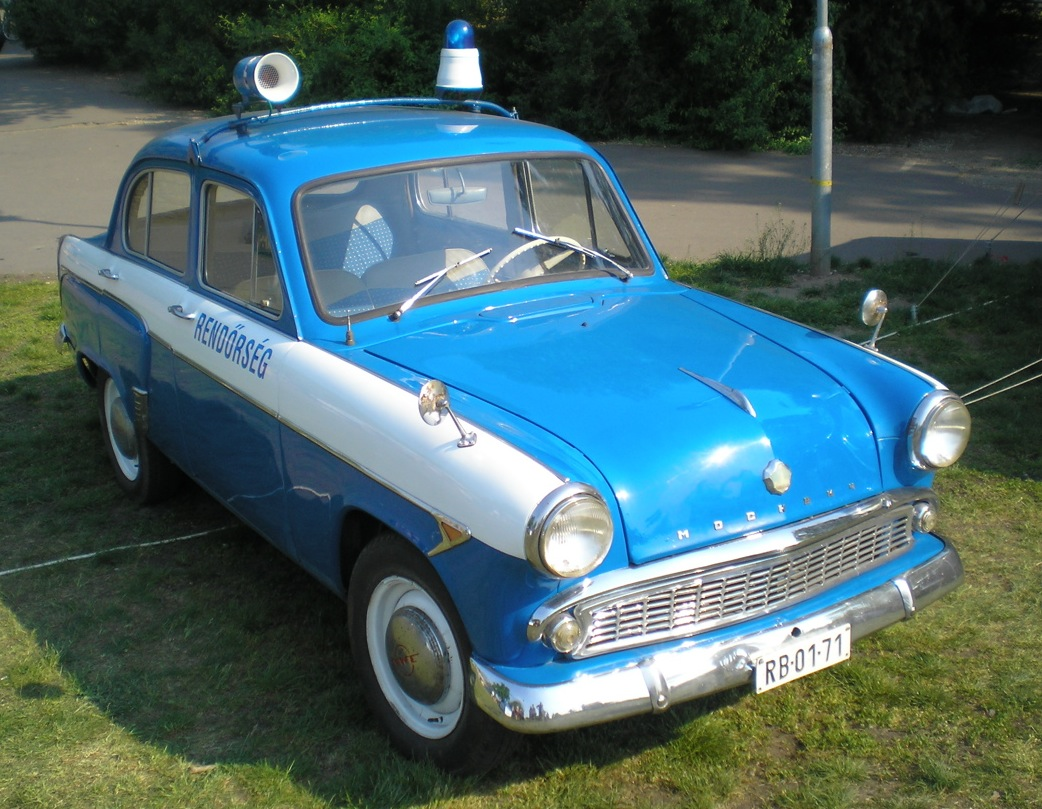
La 407 usata dalla polizia a Budapest

- Moskvič 402 (1956 - 1958): 3 volumi che sostituisce la 401 e rimpiazzata dalla 407. Vettura 4 posti di cilindrata 1220 cm³ da 35 cavalli in grado di far raggiungere all'auto i 105 km/h di velocità massima.
- Moskvič 407 (1958 - 1963): versione modernizzata della 402 esportata anche in Europa. Dalla linea molto simile alla GAZ Volga ma in ridotte dimensioni con un motore 1358 cm³ da 45 cavalli in grado di far raggiungere all'auto i 115 km/h di velocità massima.
- Moskvič 410 (1957 - 1961): simile alla 402 ma con sospensioni maggiorate per poter viaggiare anche su terreni accidentati. Fu uno dei primi fuoristrada a trazione integrale sulle 4 ruote motrici inizialmente spinto da un motore di 35 cavalli presto portato a 45. La velocità massima era di 85/90 km/h. Era disponibile anche una versione van (Moskvič 411).
- Moskvič 423 (1957 - 1958): si tratta della Moskvič 402 prodotta in versione van.
- Moskvič 403 (1963 - 1965): versione della 407 modernizzata (con motore più potente di 1360 cm³ e 45 cavalli di potenza).
- Moskvič 424 (1963 - 1965): identica alla 403 ma in versione van.
- Moskvič 432 (1963 - 1965): come la 424 ma in versione cargo.
- Moskvič 408 (1964 - 1975): 3 volumi Ideale per trasportare comodamente una famiglia. Definita come la "terza generazione" delle Moskvič, rimpiazzò la 407 / 403 e la produzione, iniziata negli stabilimenti AZLK, proseguì in quelli della Izh Auto dal 1966. Dal 1964 cambiò leggermente linea posteriormente e internamente. Veicolo a trazione posteriore di 1358 cm³, 50 cavalli e dotata di un innovativo sistema di autoregolazione dei freni. Nel 1969 fu equipaggiata di servofreno. La vettura veniva venduta ad un prezzo pari a 608 Euro.

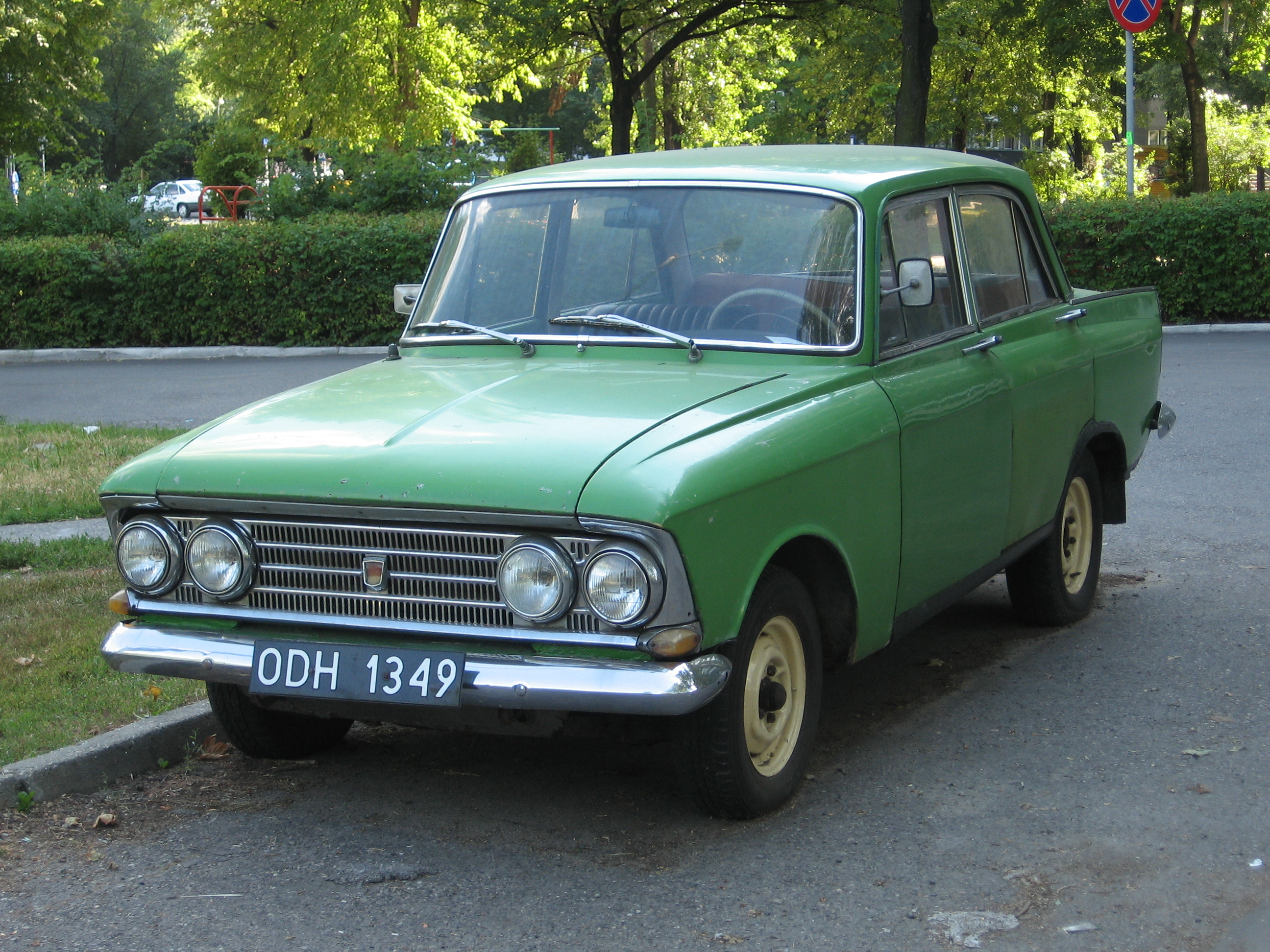
Moskvich 408

- Moskvič 426 (1966 - 1975): versione familiare della 408. La linea ricorda molto la Fiat 124 familiare forse a causa della influenza che ebbe la Lada-Vaz 2102.
- Moskvič 433 (1964 - 1975): versione cargo della 408.
- Moskvič 412 (1967 - 1976): vettura esportata anche all'estero che fu un miglioramento della 408 sia estetico (fari rettangolari e mascherina frontale più moderna) sia dal punto di vista meccanico. Il motore venne copiato dalla BMW M115 che riuscì a spingere la vettura fino ai 140 km/h con una accelerazione da 0 a 100 km/h in 19 secondi. Esteticamente ricorda la Autobianchi A111 ma con il baule posteriore con delle sponde rialzate.
- Moskvič 427 (1968 - 1975): 412 in versione familiare.
- Moskvič 434 (1968 - 1975): 412 in versione van.
- Moskvič 2140 (1976 - 1988): 412 con alcune modifiche estetiche: griglia anteriore del radiatore color nero, specchietti e logo AZLK (scritto in cirillico) al posto di quello Moskvič. Il motore era un 1500 cm³ di cilindrata. Differenti sottoversioni tra cui una sportiva, una lussuosa (lux) e una van.
- Moskvič 2138, 2136, 2733 (1976 - 1985: identiche alla 2140 ma con motorizzazione di cilindrata 1360 cm³. La 2138 era la versione 3 volumi, la 2136 era la versione familiare e la 2733 era la versione van.

### Aleko

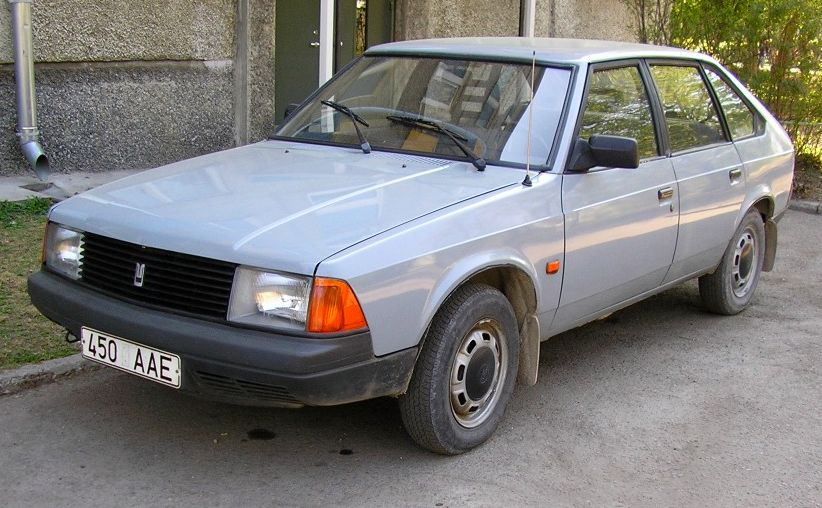
Moskvich ALEKO

Nel 1986 AZLK iniziò la produzione della Moskvič 2141 soprannominata “Aleko” (in russo Автомобильный завод имени Ленинского комсомола, АЛЕКО?, Avtomobil'nyj zavod imeni Leninskogo Komsomola). Una nuova vettura di segmento D che diede un taglio netto con il passato. Venne costruita sulla base della Simca 1307: una vettura dalla linea ormai datata di 10 anni dalla quale riprese la forma estetica (eccezion fatta per la parte frontale che invece forse s'ispirò alla Talbot Horizon data la notevole somiglianza) senza rispettare le licenze per la tutela della proprietà intellettuale. Per quanto riguarda la meccanica c'è da dire che alcuni particolari del motore, sospensioni e del differenziale delle ruote anteriori (trazione anteriore) vennero ricopiate dalla Audi 100. Le motorizzazioni furono rispettivamente di 1600, 1700 e 1800 cm³ prodotti dalla Lada-Vaz. Le motorizzazioni 1800 cm³ Diesel furono prodotte dalla Ford e il 2000 cm³ dalla Renault. La vettura fu la prima ad essere prodotta in Russia ad avere un cambio a 5 rapporti. 
Dal 1992 al 2001 venne prodotta la 2335, identica alla 2141 ma in versione pickup.
Il progetto 2141 terminò nel 1996 e nel 1997 venne sostituita dalla “Svjatogor” che venne affiancata dalla 2142 (1997-2002): variante a 3 volumi della 2141 dotata di motore Renault dalla linea somigliante alla Zaz Slavuta. Quando l'azienda andò in bancarotta la produzione venne abbandonata. 

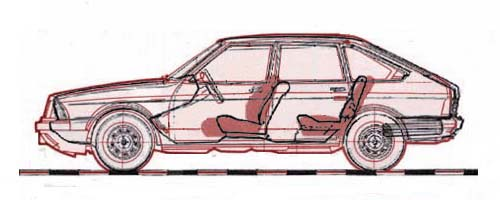
La Aleko confrontata con la Simca

### Svjatogor

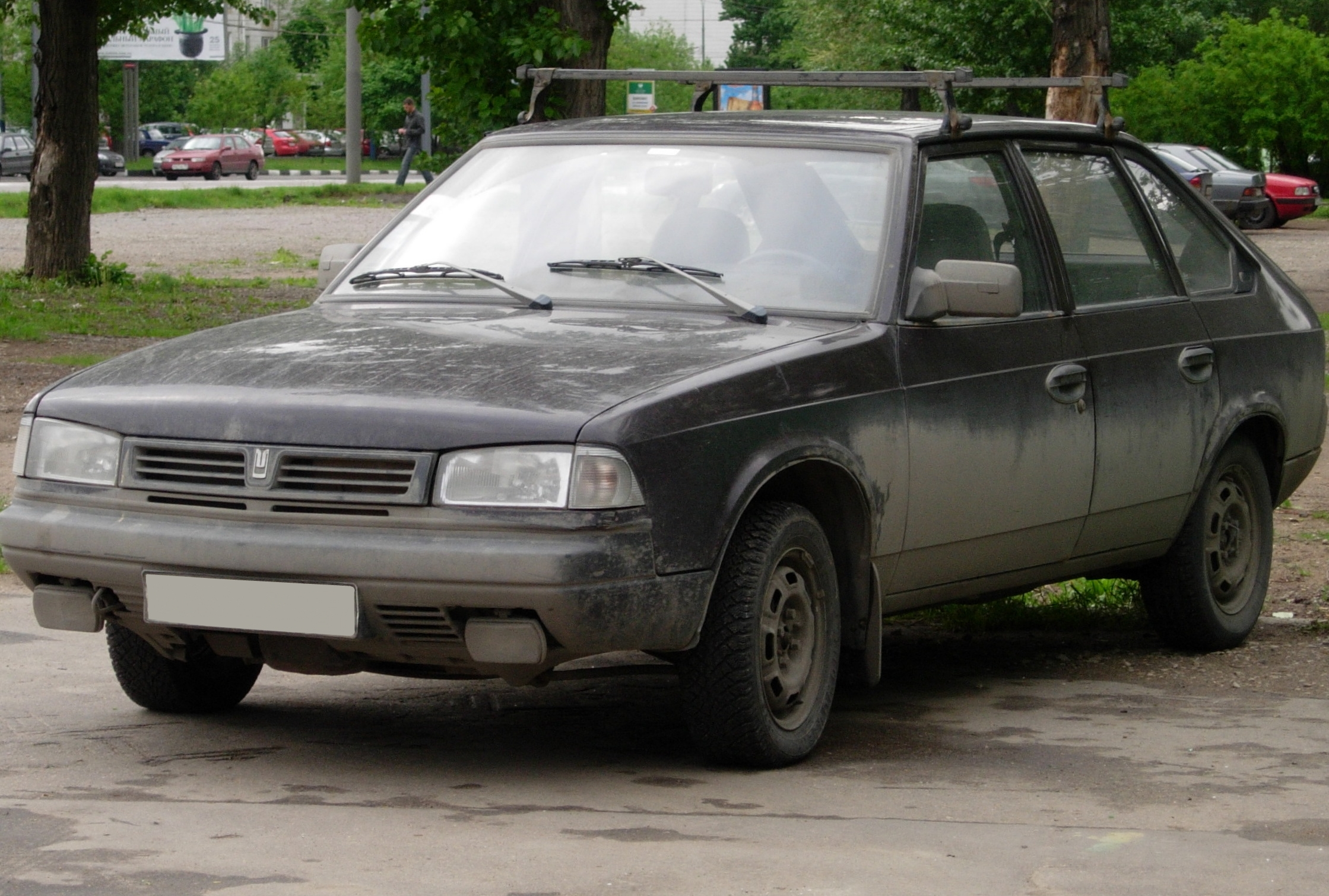
Moskvich L "Svyatogor".

Un primo tentativo di modernizzare il veicolo ci fu con la 21412 dotata di motori “Uzam” e di una inadeguata distribuzione del peso della vettura in accoppiata con l'albero motore preso della BMW M10 che si dimostrò un fallimento. La “Svjatogor” rispetto alla “Aleko” fu dotata di motori Renault F3R272 in grado di sviluppare 104.5 cavalli e dalla linea estetica leggermente modificata. Date le caratteristiche tecniche che permettevano alla macchina di raggiungere velocità più elevate, vennero sostituiti freni e trasmissione.

### Moskvič “Ivan Kalita” e “Duet”
Queste vetture molto eleganti e lussuose ebbero la sfortuna di nascere 3 anni prima della chiusura della azienda. Entrambe 3 volumi e dotate di un caratteristico e alquanto grosso nonché “sfarzoso” radiatore cromato, furono costruite per il volere del Governo moscovita. I due modelli si differenziano soltanto nella parte posteriore visto che la “Duet” fu la versione coupé della “Ivan Kalita”. Vennero prodotti soltanto 100.000 veicoli.

### Crisi dell'azienda
La Svjatogor, auto spaziosa internamente e ben curata nei dettagli fu apprezzata da molti ma, nonostante fosse una vettura di nuova concezione, l'azienda cadde in deficit e nel 2001 venne interrotta la produzione. Le auto furono comunque vendute e rese disponibili fino a metà del 2002 nel solo territorio moscovita.
Nonostante i numerosi prestiti l'azienda andò in bancarotta e i pezzi di ricambio furono venduti fino al 2002. I debiti aziendali ammontarono a 23,3 miliardi di rubli. Nel dicembre 2006 venne messa all'asta e il nuovo proprietario, il gruppo finanziario “Metropol”, nel 2007 tentò di far ripartire la produzione delle vetture con il nuovo marchio “Avtoframos”(in russo Автофрамос?), che fin dal 1998 aveva iniziato la produzione per conto della Renault del modello Renault Logan (uguale in tutto e per tutto alla Dacia Logan). Tale operazione non riuscì a decollare costringendo l'azienda a chiudere di fatto i battenti fisicamente e legalmente.

### Anni 2020, la rinascita dell'azienda

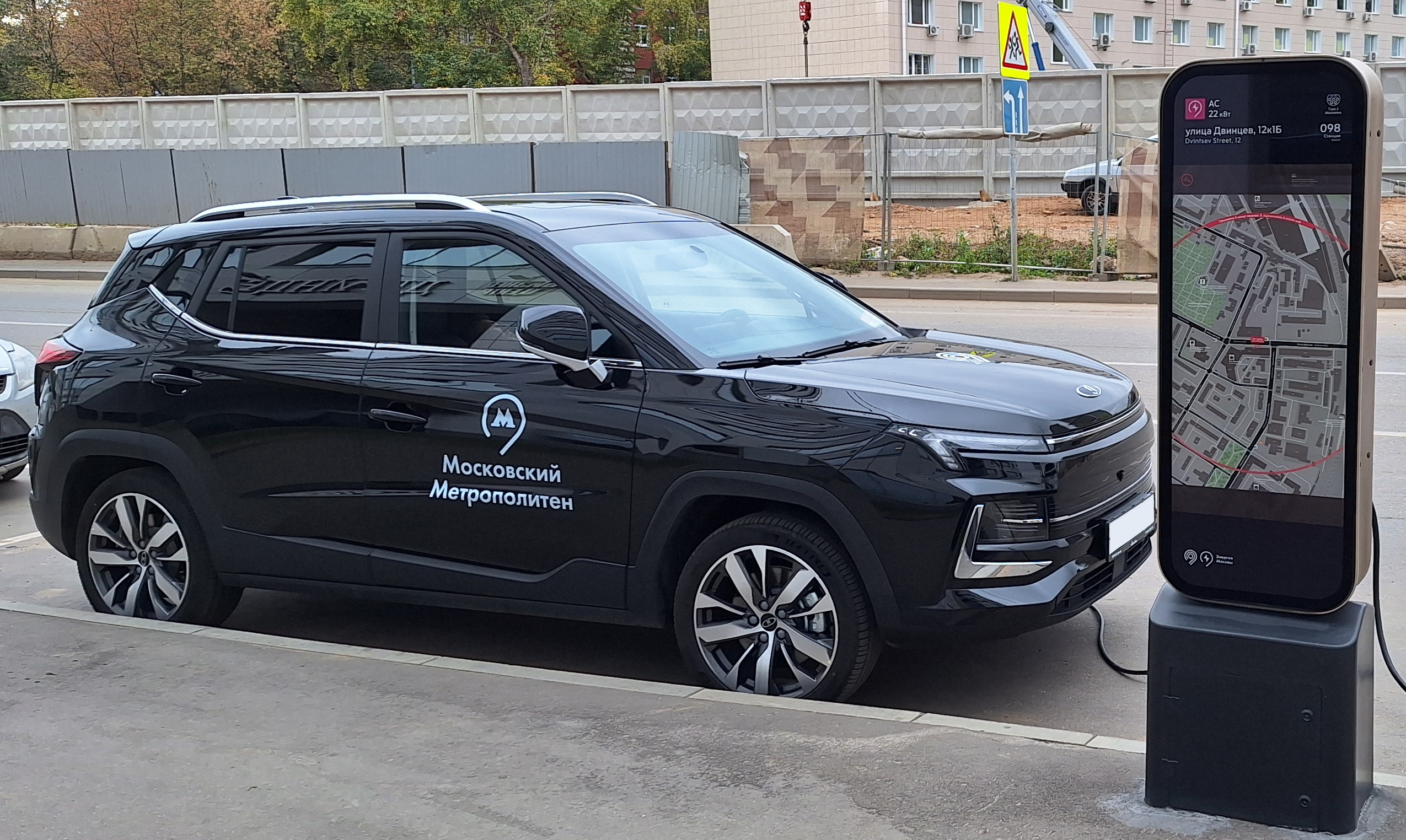
Moskvich 3e

A giugno 2022, in seguito alle sanzioni internazionali, il sindaco di Mosca ha affermato che la fabbrica della Renault, uscita dal mercato russo, sarà utilizzata per riavviare il marchio. A dicembre inizierenno le vendite del nuovo crossover urbano Moskvich 3, versione ribattezzata del SUV cinese JAC Motors JS4, la cui produzione in serie è stata lanciata il 23 novembre.